# قاردن سیتی
قاردن سیتی (به عربی: قاردن سیتی) یک محله در سودان است که در خارطوم واقع شده‌است.